# Idiostyla (wants)
Idiostyla is een geslacht van wantsen uit de familie van de Tingidae (Netwantsen). Het geslacht werd voor het eerst wetenschappelijk beschreven door Carl John Drake in 1945.

## Soorten
Het genus bevat de volgende soorten:

- Idiostyla anonae (Drake & Hambleton, 1938)
- Idiostyla rolliniae (Drake & Hambleton, 1934)